# クライム・クラブ
クライム・クラブ(Crime Club)は、東京創元社が1958年から1959年にかけて刊行した翻訳推理小説の叢書。
函入りペーパーバック、新書版。全29巻。
同じ東京創元社から刊行されている日本の推理小説叢書「創元クライム・クラブ」（1991 - ）とは異なる。
植草甚一が収録作品の選定を担当し、フランス、イギリス、アメリカの新進作家の作品を選択したことによりミステリー愛好家の間で後々まで伝説的な叢書となった。
作品選択のコンセプトは「各国における推理作家の新人発掘」であったとされ、叙述トリックを用いた作品も多く含まれ、いわゆる「本格ミステリー」の範囲を広げたと評価されている。また植草が全巻の巻末解説を執筆し、これは後に『クライム・クラブへようこそ』 (晶文社、植草甚一スクラップブック18 (2005)）にまとめられている。
第一期20巻、第二期20巻の計40巻が予定されていたが29巻で終了した。

## 一覧
1. 『赤毛の男の妻』（The Wife of the Red-Haired Man (1957)、ビル・S・バリンジャー(Bill S. Ballinger)、大久保康雄訳） 1958、のち文庫化
2. 『警官殺し』（Cop Killer (1956)、ジョージ・バグビイ(George Bagby)、斎藤数衛訳） 1958
3. 『殿方パーティ』（The Stag Party (1957) 、ウイリアム・クラスナー(William Krasner)、山西英一訳） 1958
4. 『狙った椅子』（The Narrowing Circle (1954)、ジュリアン・シモンズ、大西尹明訳） 1958、のち改題文庫化『ねらった椅子』
5. 『リトモア少年誘拐』（The Litmore Snatch (1957)、ヘンリー・ウェイド(Henry Wade)、中村保男訳） 1958、のち文庫化
6. 『非常線』（All Through the Night (1955)、ホイット・マスタスン(Whit Masterson)、鷺村達也訳） 1958、のち文庫化
7. 『ギデオンの夜』（Gideon's Night (1957)、J・J・マリック、清水千代太訳） 1958
8. 『夢を喰う女』（Alibi for Murder (1955)、シャーロット・アームストロング(Charlotte Armstrong)、林房雄訳） 1958
9. 『名探偵ナポレオン』（Murder Must Wait (1953)、アーサー・アップフィールド(Arthur Upfield)、中川龍一訳） 1958
10. 『死刑台のエレベーター』（Ascenseur pour l'echafaud (1956)、ノエル・カレフ(Noel Calef)、宮崎嶺雄訳） 1958、のち文庫化、映画化「死刑台のエレベーター」（ルイ・マル監督、1958）、「死刑台のエレベーター」（小川明監督、2010）
11. 『遠い山彦』（The Long Echo (1957)、ダグラス・ラザフォード(Douglas Rutherford)、龍口直太郎訳） 1958
12. 『日時計』（The Shadow of Time (1957)、クリストファー・ランドン、丸谷才一訳） 1958、のち文庫化
13. 『十二人の少女像』（Twelve Girls in the Garden (1957)、シェーン・マーティン(Shane Martin)、高城ちゑ訳） 1958
14. 『乙女の祈り』（Maiden's Prayer (1957)、ジョーン・フレミング(Joan Fleming)、山本恭子訳） 1958
15. 『パリを見て死ね!』（Far Better Dead! (1957)、マーテン・カンバランド(Marten Cumberland)、菅泰男訳） 1958
16. 『藁の女』（La Femme de paille (1956)、カトリーヌ・アルレー、安堂信也訳） 1958、のち文庫化、映画化「わらの女」（ベイジル・ディアデン監督、1964）、テレビドラマ化「銀河テレビ小説 わらの女」（大空眞弓主演、1977）
17. 『チャーリー退場』（Eait Charie (1955)、アレックス・アトキンスン(Alea Atkinson)、堀田善衛訳） 1959、のち文庫化
18. 『暗殺計画』（Intent to Kill (1956)、マイケル・ブライアン(Michael Bryan)、井上一夫訳） 1959、のち改題文庫化『大統領を暗殺せよ!』（創元推理文庫）
19. 『死の逢びき』（Blind Date (1955)、リー・ハワード(Leigh Howard)、清水千代太訳） 1959、のち映画化「狙われた男」（ジョゼフ・ロージー監督、1959）
20. 『殺人の朝』（Murder in the Morning (1957)、コリン・ロバートスン(Colin Robertson)、斎藤数衛訳） 1959
21. 『彼の名は死』（His Name Was Death (1954)、フレドリック・ブラウン、高見沢潤子訳） 1959、のち文庫化
22. 『殺人交叉点』（Nocture Pour Assassin (1957)、フレッド・カサック、岡田真吉訳） 1959、のち文庫化
23. 『ハマースミスのうじ虫』（The Hammersmith Maggot (1955)、ウィリアム・モール(William Mole)、井上勇訳） 1959、のち文庫化
24. 『のぞかれた窓』（A Corpse of the Old School (1955)、ジャック・アイムズ(Jack Iams)、河野一郎訳） 1959
25. 『さよならの値打ちもない』（Goodby is Not Worthwhile (1956)、ウイリアム・モール、河野一郎訳） 1959
26. 『歯と爪』（The Tooth and the Nail (1955)、ビル・S・バリンジャー、森本清水訳） 1959、のち文庫化
27. 『消えた犠牲』（The Missing Scapegoat (1958)、ベルトン・コッブ(Belton Cobb)、池田健太郎訳） 1959
28. 『悪の仮面』（The Albatross (1957)、シャーロット・アームストロング、高城ちゑ訳） 1959 - 日本オリジナル編集の短篇集
29. 『盲目の悪漢』（The Blind Villain (1957)、イヴリン・バークマン(Evelyn Berckman)、山本恭子訳） 1959